# André Moreira (Fußballspieler)
André Campos Moreira (* 2. Dezember 1995 in Ribeirão) ist ein portugiesischer Fußballtorhüter.

## Karriere

### Verein
Moreira begann seine Laufbahn in der Jugend des GD Ribeirão. Im Dezember 2013 gab er sein Debüt für die erste Mannschaft in der drittklassigen Campeonato Nacional de Seniores. Bis Saisonende bestritt der Torwart 16 Partien in der dritthöchsten portugiesischen Spielklasse. Im Sommer 2014 schloss er sich dem spanischen Meister Atlético Madrid an, der ihn jedoch sogleich zurück nach Portugal zum Erstligisten Moreirense FC verlieh. Bei Moreirense kam er bis Saisonende in der Liga nicht zum Einsatz. Im Sommer 2015 wechselte er auf Leihbasis auf die portugiesische Insel Madeira zum Erstligisten União Madeira. Moreira spielte bis Saisonende 19-mal in der Primeira Liga. Im Sommer 2016 wurde er ein weiteres Mal in sein Heimatland zu Belenenses Lissabon verliehen. Nach der Verletzung des Madrider Torwarts Miguel Ángel Moyà wurde die Leihe allerdings etwa zwei Wochen später abgebrochen und Moreira kehrte zu Atlético Madrid zurück. In jener Saison 2016/17 fungierte er bei Atlético als Ersatztorhüter und kam nicht zum Einsatz. Im Sommer 2017 wechselte er auf Leihbasis zum portugiesischen Erstligisten Sporting Braga, bei dem er in der Liga nicht eingesetzt wurde. Anfang 2018 wurde er erneut zu Belenenses Lissabon verliehen. Bis Saisonende stand er zehnmal für Belenenses in der erstklassigen Primeira Division im Tor. Im Sommer 2018 wechselte er auf Leihbasis zu Aston Villa in die englische Championship. Nachdem Moreira kein Ligaspiel für Villa absolviert hatte, wurde er Anfang 2019 ein weiteres Mal in die portugiesische Primeira Liga verliehen und schloss sich dem CD Feirense an. Bis Saisonende spielte der Torhüter fünfmal für Feirense in der höchsten portugiesischen Spielklasse. Im Sommer 2019 wechselte er fest zu Belenenses SAD. In seiner ersten Spielzeit absolvierte er 15 Partien in der Primeira Liga, in der folgenden Saison 2020/21 spielte er achtmal in der Liga. Im Sommer 2021 unterschrieb er einen Vertrag beim Grasshopper Club Zürich in der Schweizer Super League.
Im Sommer 2023 wechselte er zu al-Raed nach Saudi-Arabien.

### Nationalmannschaft
Moreira kam 2014 achtmal für die portugiesische U-19-Auswahl zum Einsatz. Im Juli 2014 nahm er mit ihr an der U-19-Europameisterschaft teil. Die Mannschaft erreichte das Finale, das man gegen Deutschland verlor. Zwischen 2014 und 2015 spielte er neunmal für die U-20-Nationalmannschaft, mit der er im Mai und Juni 2015 an der U-20-Weltmeisterschaft teilnahm und schlussendlich im Viertelfinale gegen Brasilien ausschied. Im Oktober 2016 kam er gegen Liechtenstein zu seinem einzigen Einsatz im U-21-Team.